# Anna Tigerhielm
Anna Elisabet Amanda Tigerhielm (Västmanland, 30 de septiembre de 1832-Estocolmo, 11 de septiembre de 1906) fue una artista sueca.

## Biografía
Nació en la mansión Lindsbro en la parroquia de Östervåla en el condado de Västmanland y murió el 11 de septiembre de 1906 en Estocolmo.
Era hija del terrateniente David Gustaf Tigerhielm y Eleonora Elisabeth Nordengren y en 1857 se casó con el botánico Nils Johan Andersson. Era la madre de J.A.G. Acke y de Nils Elias Anckers. 
Su arte se componía de retratos, paisajes y motivos de género. Como ilustradora, ilustró los cuadros murales de su marido para las Lecciones de Botánica 1860-1861. Pintó retratos al óleo y también copiaba las obras de artistas veteranos. Fue profesora de la ilustradora Henriette Sjöberg, a quien enseñó a pintar acuarelas del mundo vegetal.
Anna Tigerhielm está representada en el Museo Nacional de Suecia. Fue enterrada en Norra begravningsplatsen, a las afueras de Estocolmo.

## Galería

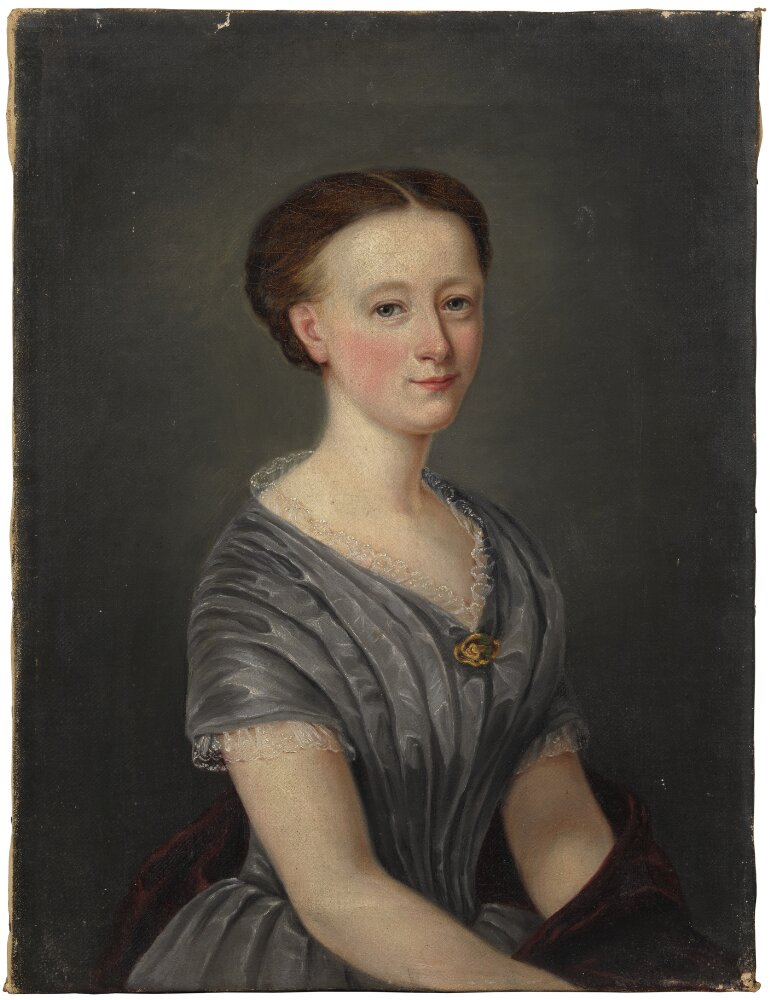
Autorretrato, 1857
Helena Soop, 1873
Johan Petter Arrhenius